# Heinz Trautsch

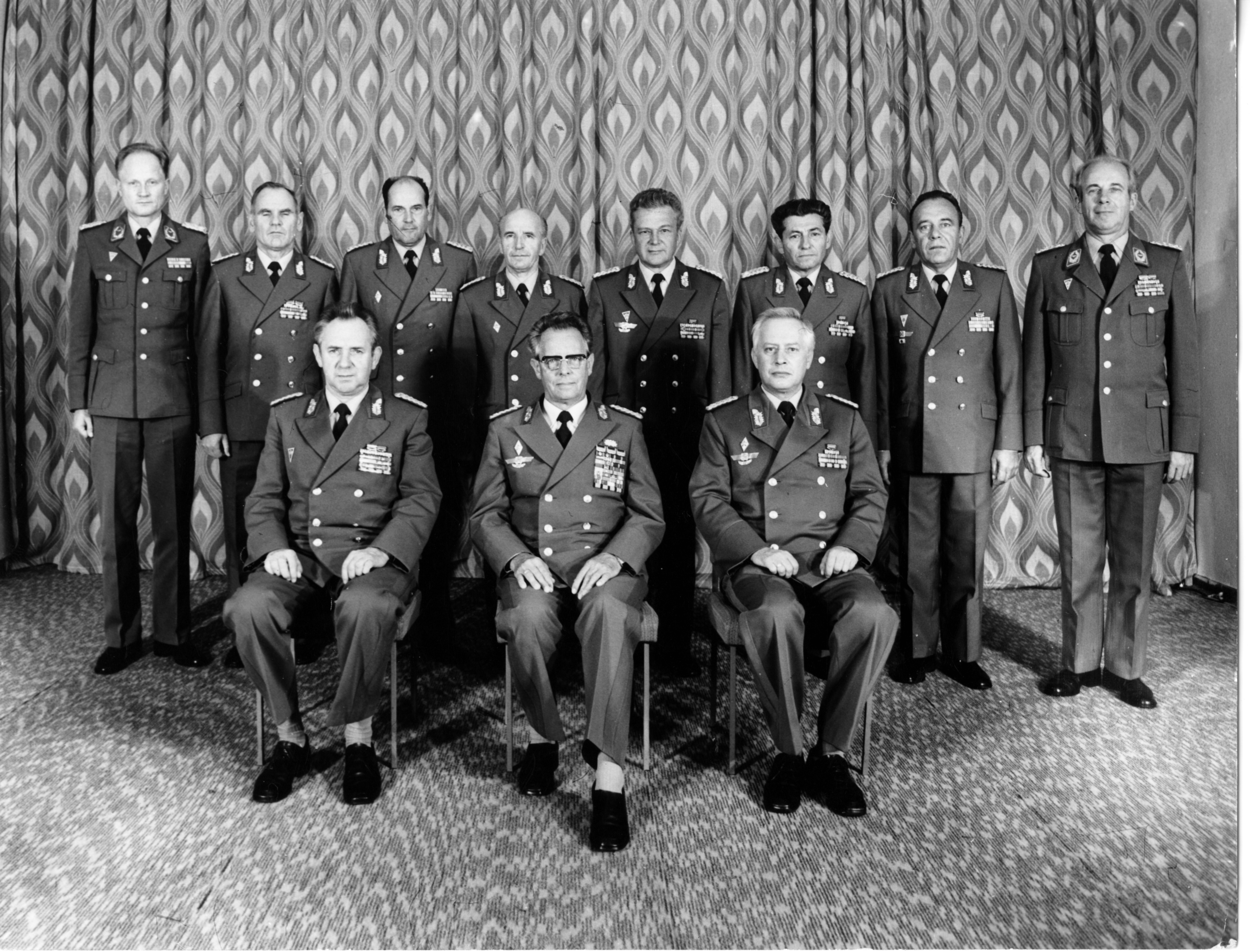
GenLtn Trautsch (stehend 4. v.l.) im Kreise des Militärrats Kommando LSK/LV im Jahre 1986.

Heinz Trautsch (* 2. Oktober 1927 in Weida) ist ein ehemaliger Generalleutnant der Nationalen Volksarmee der Deutschen Demokratischen Republik.

## Leben und Werdegang
Heinz Trautsch wurde als Sohn einer Arbeiterfamilie in Weida, Kreis Greiz, geboren. Dort erwarb er das Teilabitur in Grundlagenfächern und erlernte den Beruf eines Fleischers. Nach Abschluss der Lehre im Jahre 1944 kam er zum Reichsarbeitsdienst, wurde noch im gleichen Jahr zur Wehrmacht eingezogen und dort zum Infanteristen ausgebildet. Nach der Niederlage und bedingungslosen Kapitulation Deutschlands kam H. Trautsch mit dem Mannschaftsdienstgrad Gefreiter in englische Kriegsgefangenschaft, aus der er schon bald zurückkehrte.
Nach der Rückkehr aus der Gefangenschaft wurde H. Trautsch noch im Jahre 1945 Mitglied der KPD bzw. ab 1946 dann SED-Mitglied. Bis 1949 verdiente er seinen Lebensunterhalt als Arbeiter und Kraftfahrer.

## Militärische Laufbahn

### Ausbildung und Verwendungen
Heinz Trautsch trat am 1. August 1949 als Freiwilligenbewerber in die bewaffneten Organe der DDR ein und absolvierte bis 1950 als Kursant einen Lehrgang zur Offiziersausbildung an der Volkspolizeischule in Zittau, der späteren Offiziershochschule der Landstreitkräfte „Ernst Thälmann“. Unmittelbar nach bestandener Offiziersprüfung wurde er als Kommandeur einer Artillerieabteilung (Bataillon) eingesetzt. Von 1951 bis 1952 wurde H. Trausch zur vertiefenden Ausbildung an Flak-Waffensystemen an die damalige Flak-Artillerieschule in Pinnow kommandiert. Nach erfolgreichem Abschluss verblieb er dort als Ausbilder und Fachlehrer bis 1955 und stieg bis 1957 weiter auf zum Hauptfachlehrer und Lehrstuhlleiter. Von 1957 bis 1958 folgte eine Anschlussverwendung als 1. Stellvertreter des Kommandeurs der 1. Flak-Division, deren Verbände später in die 1. Luftverteidigungsdivision der NVA-Luftstreitkräfte/Luftverteidigung überführt wurden.
Von 1958 bis 1959 wurde er zu einem Sonderlehrgang an eine Militärakademie der Luftverteidigung in die damalige Sowjetunion kommandiert. Nach seiner Rückkehr wurde H. Trautsch bis 1961 als Kommandeur des Lehr – und Ausbildungsbataillons der OHS der LSK/LV eingesetzt. Diese Verwendung diente der Vorlaufausbildung von Offizieren für die im Aufbau begriffenen Fla-Raketentruppen, eine damals neue Waffengattung der Teilstreitkraft (NVA-LSK/LV).
Von 1961 bis 1965 wurde H. Trautsch dann zum Stellvertreter des Kommandeurs für Fla-Raketentruppen der 1. Luftverteidigungsdivision berufen. Im Anschluss wurde er bis 1966 zum Hochschulstudium an eine Militärakademie der Luftverteidigung in der Sowjetunion kommandiert. Nach erfolgreichem Studium hatte H. Trautsch bis 1968 den Dienstposten Stellvertreter Chef LSK/LV für Fla-Raketentruppen im Kommando LSK/LV inne.
Von 1968 bis 1971 wurde er dann zur Generalstabsausbildung an die Militärakademie des Generalstabes der Russischen Streitkräfte delegiert. Nach seiner Rückkehr war er bis 1972 als Abteilungsleiter Gefechtsausbildung (A-2) beim Stellvertreter Chef LSK/LV für Fla-Raketentruppen im Kommando LSK/LV tätig.

### Dienst als General
Von 1972 bis 1981 wurde Heinz Trautsch als Stellvertreter Chef LSK/LV und Chef Fla-Raketentruppen im Kommando LSK/LV, als Nachfolger von Manfred Barthel, berufen. Am 1. März 1974 erfolgte die Ernennung von Oberst Trautsch zum Generalmajor und am 1. März 1981 die Beförderung zum Generalleutnant.
Im Jahre 1981 ist die Bezeichnung seines bisherigen Dienstpostens in Stellvertreter Chef LSK/LV und Chef für Ausbildung der Luftverteidigung geändert worden, den er noch bis zum Ende seiner Dienstzeit innehatte. Generalleutnant Trautsch wurde mit Erreichen der besonderen Altersgrenze am 31. Dezember 1987 in den Ruhestand versetzt.

| Vorgänger: Oberst Manfred Barthel (1. Sept. 1968 – 31. Mai 1972) | aktuelle Besetzung Oberst Heinz Trautsch (1. Juni 1972 – 31. Dez. 1987) | Nachfolger: GenMaj Kurt Kronig (1. Jan. 1988 – 31. Okt. 1988 m.d.F.b.) |

Siehe auch
→ Liste der Generale der Luftstreitkräfte der NVA

## Orden, Ehrenzeichen und Auszeichnungen
- Vaterländischer Verdienstorden in Gold (1987)
- Kampforden „Für Verdienste um Volk und Vaterland“ in Silber
- Verdienstmedaille der DDR
- Verdienstmedaille der Nationalen Volksarmee in Gold